# أغوستين غارثيا كالبو
أغوستين غارثيا كالبو Agustín García Calvo (ولد بسمورة في 15 أكتوبر 1926) فيلسوف وكاتب وفقيه لغوي وكاتب مسرحي ومترجم إسباني.

درس كالبو فقه اللغات العتيقة في جامعة شلمنقة، حيث حاز شهادة الدكتوراه بأطروحة حول «اللحن والوزن في اللاتينية العتيقة». في 1951، درس اللاتينية والإغريقية في المستوى الثانوي. وفي 1953، شغل منصب أستاذ جامعي في جامعة إشبيلية، ثم بجامعة كمبلوتينسي بمدريد في 1964. في 1965، سيتم توقيفه عن العمل الجامعي إثر تضامنه مع الاحتجاجات الطلابية المناهضة للفرانكوية.

هاجر كالبو لفرنسا، حيث اشتغل في الترجمة، ثم كأستاذ جامعي في جامعة ليل. ثم عاد إلى إسبانيا، بعد نهاية النظام الفرانكوي، في 1976، حيث يسترجع منصبه الجامعي، والذي سيستمر فيه حتى تقاعده في 1992.
تدور أعمال كالبو حول مجال فقه اللغة، خصوصا على مستوى اللغات العتيقة، حيث تميز بغزارة إنتاجه على مستوى ترجمة المراجع اللاتينية والإغريقية، خصوصا تلك المرتبطة بالفلسفة والشعر. وتوفي في سمورة في 1 نوفمبر 2012.

## روابط خارجية
- أغوستين غارثيا كالبو على موقع ميوزك برينز (الإنجليزية)